# Daniel Hendler
Daniel Hendler Schutz (Montevideo, 3 de enero de 1976) es un actor, director, guionista y productor uruguayo. Ha desarrollado una larga carrera tanto en Uruguay como en Argentina y ganó consideración internacional gracias a sus premios como actor. En 2004 se llevó el Oso de Plata en el Festival Internacional de Cine de Berlín por su actuación en El abrazo partido. En 2012 encarnó a Andy Goddzer en la telecomedia Graduados; este papel lo volvió popular en el ámbito televisivo y lo hizo ganador de los Premios Tato y Martín Fierro. Es conocido por sus papeles protagónicos en películas como 25 Watts (2001), El fondo del mar (2003), El abrazo partido (2004), Los suicidas (2005), Los paranoicos (2008), Mi primera boda (2011), Vino para robar (2013) y El otro hermano (2017), entre otras.
Hendler forma parte de la generación de actores que revitalizó el cine uruguayo con películas como 25 Watts (2001) y es uno de los actores del llamado «Nuevo Cine Argentino». Escribió y dirigió varios cortometrajes y dos largometrajes: Norberto apenas tarde (2010) y El candidato (2016).

## Primeros años y formación teatral
Nació en Montevideo el 3 de enero de en 1976 y creció en el barrio de Buceo, aunque también vivió en Pocitos y Cordón. Se desarrolló en el seno de una familia de origen judío; hijo de padre comerciante y madre aficionada al teatro. Durante su juventud, Hendler solía jugar al básquetbol en Hebraica y al fútbol. Cursó sus estudios en la Escuela Integral; sobre esa época comentó: «Estudié en un colegio judío y siento que también pasé por una etapa donde quise alejarme del entorno, para poder discernir mejor lo que me rodeaba, lo que yo quería elegir y lo que no quería elegir de ese conjunto de valores». Atípicamente, tuvo dos ceremonias de Bar Mitzvah, uno en Israel con su madre y otro en Montevideo con su padre, debido a que sus padres estaban separados desde que tenía cinco años de edad. Aunque es judío, no es religioso ni cree en Dios. Con trece años asistió a algunas clases de pantomima, pero abandonó debido a la falta de interés. A los catorce empezó a hacer teatro, con algunos amigos, e hizo su primer taller de actuación en el teatro «La Gaviota» a cargo de Ana María Cabezas.
En 1994 comenzó a formarse en el Instituto de estudios teatrales (IET). Con un grupo de compañeros creó el colectivo de teatro «Acapara el 522», una especie de chiste interno y juego de palabras con el lugar donde paraba la línea de colectivos en su ciudad natal. Se presentaron en el «Concurso de teatro joven de Montevideo», compitiendo con alrededor de cien obras de teatro, y ganaron; «A partir de ahí hicimos cinco obras más, de las cuales tres escribí y dirigí, otra la dirigió un amigo y la otra Leo Maslíah, que es como amigo del grupo», comentó Hendler.
Durante su estadía en el grupo anteriormente nombrado, se vinculó con el músico y escritor Leo Maslíah, con quien hizo un taller literario, adaptó uno de sus cuentos y fue dirigido en la obra de teatro Bulimia.  En 1996 conoció a Pablo Stoll y Juan Pablo Rebella en un curso de guion y al poco tiempo, durante un fin de semana, grabaron los cortometrajes Víctor y los elegidos y 31 de diciembre. A pesar de su trabajo con «Acapara el 522» y los cortometrajes dichos, Hendler más tarde dijo: «No me animaba a ser actor, sobre todo viviendo en Montevideo, donde no hay mucha referencia de actores que vivan exclusivamente de la actuación»; como consecuencia, entró a la Facultad de Arquitectura, dejando la actuación en segundo plano.
La carrera de Hendler pasó por casi seis años en la Facultad de Arquitectura (llegando a terminar quinto práctico), más otros tantos de formación teatral. Fue ayudante de cátedra y titular de arte dramático en la Universidad Católica de Uruguay; cuando se encargaba de la clase, recurría un poco a la actuación. Primero quiso ser actor, después músico (estudió guitarra durante varios años), también arquitecto, pero finalmente se decidió por la actuación.

## Carrera como actor

### Primeros papeles y reconocimientos
Debutó en el teatro en 1995, y tras un desafortunado inicio, Hendler consideró la idea de no volver a subirse a un escenario. Una de sus siguientes experiencias teatrales, con veinte años de edad, fue en Rompiendo códigos con Roberto Jones. En 2000 ocurrió su debut en el cine al participar en la producción Esperando al Mesías, donde interpretó a Ariel, un joven judío que no se identifica con dicha religión y que conoce a un vagabundo del que se hace amigo. Recibió los premios al «Mejor actor revelación» tanto de la Asociación de Críticos de Montevideo como de los Premios Clarín por su actuación en la película anteriormente nombrada.
En 2001 obtuvo la distinción como mejor actor por el filme uruguayo 25 Watts en el Festival Internacional de Cine Independiente de Buenos Aires: «Fue un premio muy lindo, quizás el más lindo de todos, pero no sé qué significó en mi carrera, quizás nada. Lo que significó mucho fue la película, haber trabajado en 25 Watts fue importante para mi carrera y para mí», comentó Hendler. En la cinta, interpretó a un joven de un tranquilo barrio de la ciudad de Montevideo que deambula sin un rumbo claro al mismo tiempo que tiene que estudiar para un examen de italiano y se siente atraído por su profesora particular. Su personaje, apodado «Leche», está inspirado en uno de los cineastas del filme, Juan Pablo Rebella. Filmada a bajo presupuesto, la película revitalizó el cine uruguayo y ayudada por los premios recibidos en Europa (mejor película en el Festival de Róterdam) marcó el inicio de uno nueva etapa en el cine de ese país. Casi diez años después de su estreno, Hendler dijo en una entrevista: «Era una novedad ver una película uruguaya que no presentara el mate, el Palacio Salvo y la rambla como justificación de ser, era una historia de unos pibes de barrio».
En la misma época que 25 Watts, también actuó en el cortometraje mexicano El ojo en la nuca y en la película argentina Sábado. En el primero, filmado en Uruguay por Rodrigo Plá, encarnó al primo y proveedor de armas del protagonista, interpretado por un en ese entonces desconocido Gael García Bernal. Sábado fue dirigida por Juan Villegas y cuenta la historia de seis jóvenes aburridos un sábado en Buenos Aires, entre ellos el personaje encarnado por Hendler.
Si bien ya había protagonizado varios cortos y largometrajes, se hizo conocido en el suelo porteño por los avisos de la empresa Telefónica en 2002, interpretando a Walter, personaje por el cual sería reconocido durante varios años después. Más tarde, en el año 2004, obtuvo el Oso de Plata a la mejor interpretación masculina en el Festival Internacional de Cine de Berlín por su trabajo en El abrazo partido, superando en la misma categoría a estrellas como Tommy Lee Jones, Samuel L. Jackson, Ethan Hawke y Robin Williams. La actriz Frances McDormand, presidenta del jurado en Berlín, felicitó personalmente a Hendler por su trabajo. El premio tuvo un impacto importante en su carrera: «A partir de entonces me empezaron a hacer más entrevistas y me llegaron más propuestas, aunque no necesariamente mejores. Creo que lo más importante fue sentirme reconocido», declaró Hendler años después.
Ese mismo año ganó el premio a la mejor interpretación en la Muestra de Cine Latinoamericano de Cataluña por su actuación en la película de 2003 El fondo del mar. En esta, interpretó a un paranoico estudiante de arquitectura que persigue al psicoanalista de su novia (Dolores Fonzi) sospechando que lo engaña. Hendler fue candidato al Cóndor de Plata en la categoría mejor actor, aunque finalmente fue Tato Pavlovsky quien se llevó el galardón.

#### La trilogía de Ariel

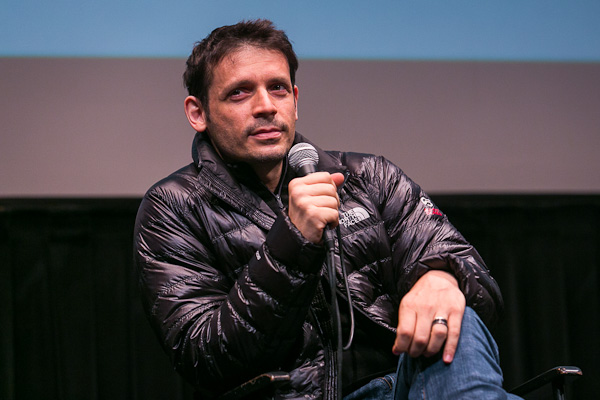
Hendler es un actor recurrente en las películas del director Daniel Burman

Hendler es un actor habitual en las producciones del director Daniel Burman. Además de su breve participación en Todas las azafatas van al cielo (interpretando a un taxista), trabajó en Esperando al Mesías (2000), El abrazo partido (2004) y Derecho de familia (2005). En esas tres películas sus personajes se llaman Ariel y es conocida como «La trilogía de Ariel». El personaje es considerado un alter ego de Burman; esto es más notable en El abrazo partido, donde Hendler interpretó a un joven judío que investiga sobre su ascendencia polaca para sacar un pasaporte y emigrar a Europa, al igual que lo hizo el director en la vida real. Sobre el asunto, Hendler dijo «no me siento alter ego de Burman».
Burman y Hendler se conocieron en 1998, cuando el primero recorría teatros uruguayos con director Marco Bechis buscando un actor para Garage Olimpo. Fueron al teatro El Circular para ver al actor Walter Reyno y en la misma obra, titulada El amateur, observaron a Hendler interpretar al «pajarito», y más tarde hicieron un casting en un bar con una cámara digital, Burman haciendo de judío y Hendler de nazi. Aunque finalmente no consiguió el papel para Garage Olimpo, meses más tarde Burman lo llamó para aparecer en Esperando al Mesías. Esta fue una película clave para el desarrollo posterior de su carrera, se trató de su primera producción en Argentina y la que le permitió empezar a vivir de la actuación.
Habiendo trabajado tres veces con Burman, en 2012 el director le habló a Hendler sobre un nuevo proyecto, a lo que el actor respondió: «Si el personaje no es judío lo acepto sin leer el guion». Estuvo entre los candidatos a encarnar al alter ego de Burman en La suerte en tus manos, pero el papel terminó siendo para el músico uruguayo Jorge Drexler.

### Carrera posterior e incursión en la televisión
En el año 2008 se estrenó Los paranoicos, donde Hendler personifica a Luciano Gauna, un personaje ermitaño y reprimido que anima fiestas infantiles basado en el director de la película, Gabriel Medina, a quien Hendler conoció durante al filmación de El fondo del mar. El crítico Stephen Holden de The New York Times escribió: «A pesar de todo su exasperante autosabotaje neurótico, el Sr. Hendler hace de Luciano un loser querible al cual apoyás para que se supere», mientras que el sitio web boxoffice.com redactó que «[Hendler] capta el foco de la ansiedad de Luciano: el miedo al triunfo». Al mismo tiempo, fue invitado a narrar Historias extraordinarias, un filme de cuatro horas de duración dirigido por Mariano Llinás que resultó ser un éxito entre la crítica.
Aunque anteriormente había tenido papeles menores como invitado en Epitafios (2004), Sin código (2004) y Mujeres asesinas (2008), nunca antes había formado parte del reparto habitual de una serie. En 2008 pasó a formar parte del reparto coral de la serie Aquí no hay quien viva, interpretando a un portero perezoso llamado Román. «Venía con ganas de animarme a hacer televisión y, a medida que pasaba el tiempo, el no haber transitado ese camino me pesaba cada vez más», declaró Hendler en una entrevista para el diario Clarín. También indicó que una de las razones por la cual eligió formar parte de Aquí no hay quien viva fue porque sentía que sus decisiones a la hora de elegir sus papeles se estaban volviendo «previsibles». Hendler iba a ser el protagonista de Por un tiempo, ópera prima como escritor y director de Gustavo Garzón (coprotagonista en El fondo del mar), pero debido a la falta de tiempo, se encargó únicamente de coproducir la cinta, la cual además tiene a Ana Katz como actriz. Por un tiempo es una coproducción entre Argentina y Uruguay (Cordón Films). Sus siguientes proyectos en el cine incluyeron papeles protagónicos en Fase 7 y Mi primera boda, ambas estrenadas en 2011 y bien recibidas por la crítica, y una papel en Los Marziano, dirigida por Ana Katz. En la comedia Mi primera boda, con Natalia Oreiro, interpretó a Adrián, personaje basado en el director de la película, Ariel Winograd.
Durante 2012 protagonizó la telecomedia Graduados, con Nancy Dupláa. Allí interpretó a Andrés 'Andy' Goddzer, un paseador de perros de treinta y ocho años que vive con sus padres y se resiste al paso del tiempo, con la diversión como principal objetivo en la vida. La serie está ambientada en la actualidad y tiene flashbacks a los años 80. Sobre la propuesta Hendler dijo: «Me encantó, porque está muy cuidado, los guiones y cada instancia está muy cuidada. Eso es un placer, sobre todo por el miedo que me significaba estar en una tira diaria». Antes de empezar a grabar, Hendler salía por la calle dos veces por semana con un paseaperros. El productor general de Graduados, Pablo Culell, explicó: «Es importante que Daniel entrene porque necesitamos que sea creíble que él lleva a los perros, que los perros no lo están arrastrando a él; tiene que aprender a frenar y a estimular a los animales, a retirarlos y devolverlos a sus dueños de un modo verosímil». Sobre su compañero de reparto, Dupláa dijo: «Daniel es un galán bastante atípico. Está dando un cuerpo diferente». Graduados, transmitida por Telefe, debutó en marzo de 2012 liderando el nivel de audiencia y continuó siendo el programa más visto de la televisión de ese año. El éxito y el alto nivel de índice de audiencia le dio a Hendler, de bajo perfil, mayor popularidad.
En noviembre de 2012, se llevó el Premio Tato como «mejor actor de ficción» por su trabajo en Graduados. Sobre esto, comentó: «Es un premio con un significado especial porque votan los que hacen día a día esto, quiero agradecerle a toda la producción que tomó un riesgo con el elenco que eligieron». En la misma categoría estaban nominados Luciano Castro, Diego Peretti, Leonardo Sbaraglia y su compañero de reparto, Luciano Cáceres. Además del reconocimiento individual a Hendler, la serie fue la gran ganadora de los Premios Tato llevándose otras nueve estatuillas, incluyendo las de «mejor programa del año» y «mejor ficción diaria». En 2013 ganó el Premio Martín Fierro en la categoría «mejor actor de novela» y la telecomedia fue la que más premios se llevó.

### Nuevos proyectos en el cine y vuelta al teatro

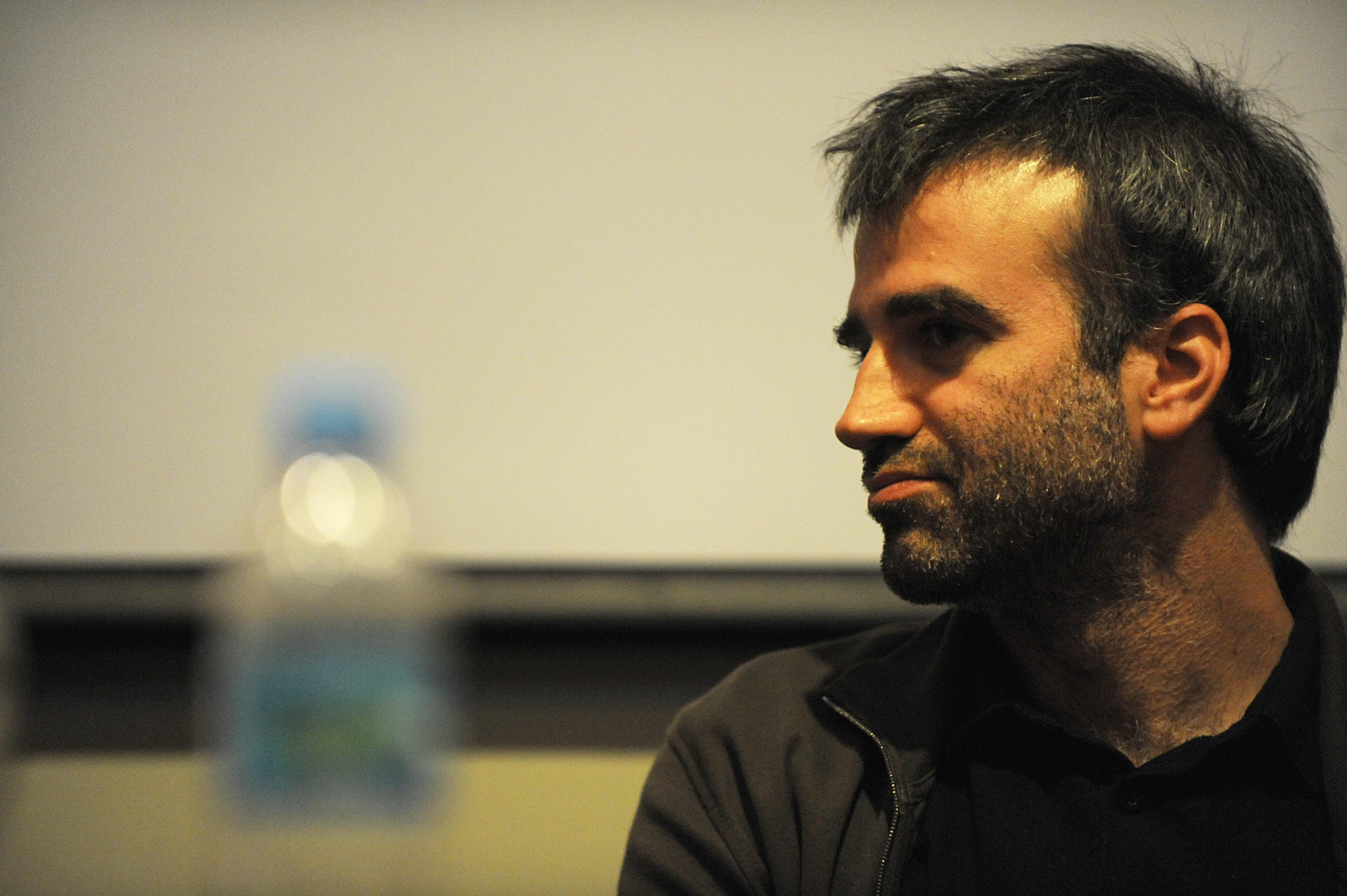
Hendler en una charla sobre Los siete locos y los lanzallamas en la Feria del Libro de 2015

En 2012 fue elegido por el cineasta Ariel Winograd para protagonizar la comedia policial Vino para robar, con Valeria Bertuccelli. La película fue estrenada en agosto de 2013. Filmada en Mendoza, narra la historia de Natalia y Sebastián, enemigos naturales, quienes deben planificar y llevar a cabo el robo de una valiosa botella de vino de 1850 guardada en la bóveda de un banco de Mendoza. Vino para robar fue la primera película de acción de Hendler.
En julio de 2013 volvió al teatro con la actriz Paola Krum de la mano del director Ciro Zorzoli en la obra Traición de Harold Pinter. Traición se estrenó en el Teatro del Picadero y también fue presentada en Montevideo en diciembre en el Teatro Solís. De esta forma, Hendler volvió al teatro de su país de origen después de once años. «Ahí es donde creo que me siento más cómodo, donde siento que uno es actor de verdad», declaró sobre su rol en el teatro. «En la televisión y en el cine uno juega a que es actor, pero en teatro uno está ahí, con todo su instrumento».
Hendler volvió a la televisión en 2015 formando parte del elenco de Los siete locos y los lanzallamas, una serie inspirada en las novelas de Roberto Arlt Los siete locos y su continuación Los lanzallamas. De treinta episodios, la serie recrea la Argentina de la década de 1930. Interpretó a Santiago Fischbein, el narrador y periodista investigador, un alter ego de Arlt. Asimismo, interpretó a un periodista de lo paranormal en la serie de ciencia ficción Bs. As. bajo el cielo de Orión. Ese año también tuvo un papel en la cinta de Ana Katz Mi amiga del parque, donde interpretó a Gustavo, esposo de una de las protagonistas (Julieta Zylberberg) que está en otro país y se comunica con su mujer e hijo vía Skype. Ya en 2016, bajo la dirección de Adrián Caetano, coprotagonizó El otro hermano, con Leonardo Sbaraglia, un filme basado en la novela Bajo un sol tremendo y estrenado en 2017. En septiembre de 2017, comenzó a actuar en la obra El inestimable hermano de Heidi Steinhardt, un trabajo que, de acuerdo con Hendler, le significó un «desafío físico y mental que no me habían exigido desde mis primeras obras de teatro en Montevideo». El diario La Nación afirmó que «Hendler se expone en escena con un poderío descomunal».
Su carrera cinematográfica continuó con La obra secreta (2018), bajo la dirección de Graciela Taquini y con un guion de Andrés Duprat. Hendler interpreta a un arquitecto frustrado que se dedica a dirigir las visitas guiadas a la Casa Curutchet, obra diseñada por Le Corbusier. Al año siguiente interpretó a un cambista como protagonista de la cinta uruguaya Así habló el cambista, ambientada en Montevideo en las décadas de 1950 y 1970. La película fue la más premiada por la Asociación de Críticos de Cine del Uruguay y Hendler fue reconocido con el premio al mejor actor. El mismo año se estrenó la producción dramática uruguaya-argentina Los sonámbulos.
En 2020 formó parte de la serie web de ocho episodios Manual de supervivencia, con Esteban Bigliardi y Dolores Fonzi. Hendler aparece en el primer episodio interpretando a un actor famoso que le da una oportunidad laboral al protagonista (Bigliardi), un aspirante a actor. Bajo la dirección de Santiago Mitre, protagonizó la comedia negra fantástica Pequeña flor (2022), ambientada en un pueblo francés, donde interpreta a un escritor argentino desempleado atrapado en un bucle temporal, donde todos los días asesina a su vecino. De igual forma, protagonizó con Alan Sabbagh el filme cómico El sistema Keops, como un guionista víctima de un esquema Ponzi.

## Trabajos como director
Hendler también ha funcionado como director desde el comienzo de su carrera como actor. En 1996, con el grupo «Acapara el 522», escribió y dirigió las obras Crímenes y Resfríos (donde también actuó), Playback y Los Magníficos. Por Crímenes y Resfríos ganó el premio Cutcsa en la 13.ª Muestra de teatro Joven, una distinción especial al texto y la propuesta plástica. Ese mismo año realizó el cortometraje 31 de diciembre, y posteriormente escribió y dirigió los cortos 6 de enero (2001), Perro perdido (2002) y Cuarto de hora (2004).
Su primer largometraje como director, productor y guionista fue Norberto apenas tarde (2010), que trata sobre un vendedor tímido y sin trabajo llamado Norberto (interpretado por Fernando Amaral) que comienza a estudiar actuación para ganar confianza en sí mismo. Anteriormente había colaborado en el guion de El nido vacío (2008) del director Daniel Burman. Norberto apenas tarde fue filmada en Uruguay y producida por ambos países del Río de la Plata: «El equipo que yo elegí es mi 'dream team'; es la gente con la que yo soñaba trabajar, más allá de su nacionalidad, y resultó ser un equipo bastante mixto, mezcla de uruguayos y argentinos», dijo Hendler. Norberto apenas tarde fue el primer proyecto de Cordón Films, productora creada por Hendler y la productora uruguaya Micaela Solé.
En 2015 filmó su segundo largometraje, El candidato, acerca de un hombre que, tras lograr buenos resultados en las redes sociales, decide lanzarse como político. El candidato fue una coproducción uruguaya-argentina y se filmó en el departamento de Florida. El reparto estuvo conformado por actores de ambos países, entre ellos Verónica Llinás, Alan Sabbagh, Ana Katz y César Troncoso. La película llegó a los cines en 2016 y fue proyectada en varios festivales internacionales de cine; Hendler recibió una candidatura a mejor película en la competición internacional del Buenos Aires Festival Internacional de Cine Independiente (BAFICI) y su filme compitió en otros festivales como el Festival Internacional de Cine de Miami, donde ganó el premio a mejor director otorgado por la Fundación Knight, y el Havana Film Festival New York, donde ganó el premio al mejor guion.
Su siguiente trabajo como director fue la serie web de misterio y humor La división, que él mismo escribió y protagonizó. La serie fue grabada en una fábrica y consta de ocho capítulos cortos de unos diez minutos cada uno. Fue lanzada por UN3TV a través de YouTube. La división satiriza el modo automático en que se trabaja en una fábrica, según el diario El Observador el «director propone su mirada hacia los rincones filosóficos más oscuros escondidos en el paradigma del sistema de trabajo capitalista y popular».

## Vida privada

### Familia
Hendler estuvo casado con la directora de cine argentina Ana Katz desde el 2007 hasta 2018. El 23 de febrero de 2008, la pareja tuvo su primera hija, a quien llamaron Helena, nombre elegido simplemente porque le gustó a la pareja y no por Helena de Troya como erróneamente publicaron algunas fuentes. En 2011 nació su segundo hijo, Raimundo.
Alrededor de 2005, dejó Montevideo para instalarse en Buenos Aires con Ana Katz. Hendler declaró: «Fue un proceso que se dio de a poquito. Pero no hace mucho que me empecé a sentir más cómodo. Lo que pasa es que la dificultad del cambio es real, yo al principio extrañaba e idealizaba todo. Hasta que de a poco empecé a disfrutar de vivir acá [Bs. As.] e ir allá una vez por mes». Divide su tiempo entre Parque Centenario (en el barrio porteño de Caballito) y Montevideo. No se nacionalizó argentino. Tiene dos hermanos: Federico y Matías, el segundo es músico.

### Ideología
En una entrevista para Infobae en 2018, Hendler se expresó a favor del movimiento feminista, la legalización del aborto y el uso del lenguaje «inclusivo». Con respecto al feminismo, Hendler no se autodefine como feminista porque no sabe «si se puede ser feminista siendo varón» y considera que serlo es algo «bastante elevado como para uno arrogarselo». Afirmó haber tenido una educación machista por el hecho de pertenecer a una sociedad patriarcal. Mientras que se definió como «antimacrista», reveló ser un votante de José Mujica y del Frente Amplio en Uruguay, comentando que el Frente Amplio es «lo mejor que puede tener hoy Uruguay», que «el gobierno uruguayo no está dentro de los parámetros de esta ola de neoliberalismo de mierda» y que votaría a ese partido «con los ojos cerrados». En otra entrevista en Uruguay, el actor declaró: «Ya vimos la mentira de la derecha; prefiero las mediocridades de la izquierda». También se definió como peronista.

## Estilo actoral e influencias
A menudo se han identificado características propias que se repiten en varios de sus personajes, hablándose del «estilo Hendler». Algunos de los personajes pasan por procesos de búsqueda de identidad, sufren procesos de maduración o son inseguros. En más de una ocasión, también ha interpretado el alter ego de los directores, como en 25 Watts (Juan Pablo Rebella), El abrazo partido (Daniel Burman), Los paranoicos (Gabriel Medina) y Mi primera boda (Ariel Winograd); con respecto al asunto Hendler dijo: «No sé si tendrá que ver con alguna característica personal que los directores ven en mí o con que me gustan los proyectos más 'personales', por llamarlos de alguna manera». Para elegir los proyectos en que se involucra, Hendler se basa en su intuición y su empatía con el director. Para construir el papel y conectarse con el proyecto, busca referentes relacionados con la historia y al personaje. Además trata de no ensayar ni memorizar el texto antes de encontrarse con el resto de los actores. «Es inevitable tomar ciertos caminos y que los directores te convoquen porque quieren retomar algo que vieron en tus trabajos anteriores. Entonces, es lógico que los actores adopten ciertos perfiles», declaró Hendler sobre los puntos en común entre sus personajes.

Hay algo que es característico en los personajes que suele encarnar Daniel Hendler. Una incomodidad, una especie de estupor perpetuo frente al mundo que los rodea que despierta inmediata empatía en un espectador sensible. Hendler sabe cómo ponernos de su lado apelando a esa especie de candidez sazonada con torpeza que casi siempre lleva a esos personajes al borde del desastre hasta que, a punto de desbarrancar, emergen. Un tipo de heroísmo más humano que el de los súper hombres de los clásicos de aventuras.
Alejandro Lingenti.

Hendler es admirador de John Cassavetes y Jean-Pierre Léaud. También es aficionado de Abbas Kiarostami, Werner Herzog, Eric Romer, Christopher Guest y Nanni Moretti. De niño, sus influencias fueron Rocky y Rambo, solía reproducir las escenas de esas películas, y también influyó Flash Gordon. A los quince años empezó a ver películas de Woody Allen, un referente para Hendler. Según él, Allen e Ingmar Bergman le hicieron «apreciar el cine». Como referentes uruguayos menciona a Roberto Jones, Roberto Fontana, Walter Reyno, Jorge Bolani, Pablo Stoll y Juan Pablo Rebella. También ha mencionado su gusto por los actores Jean-Paul Belmondo y Marcello Mastroianni. Como influencias literarias, Hendler mencionó libros como El show de José Fin (1987) y La mujer loba ataca de nuevo (1992) de Leo Maslíah, La gaviota (1896) de Antón Chéjov y los trabajos de Peter Brook.

## Premios
| Año  | Organización                                                | Categoría                                                | Título                                               | Resultado | Refs.   |
| ---- | ----------------------------------------------------------- | -------------------------------------------------------- | ---------------------------------------------------- | --------- | ------- |
| 1996 | Premio Cutcsa en la 13.ª Muestra de teatro Joven            | Distinciones especiales al texto y la propuesta plástica | Crímenes y Resfríos                                  | Ganador   | [ 96 ]  |
| 2000 | Premios Morosoli                                            | Morosoli de Plata                                        | Por su trabajo teatral en Uruguay                    | Ganador   | [ 131 ] |
| 2000 | Premios Clarín                                              | Actor revelación                                         | Esperando al Mesías                                  | Ganador   |         |
| 2001 | BAFICI                                                      | Mejor actor                                              | 25 Watts                                             | Ganador   |         |
| 2001 | Premios ACCU                                                | Mejor actor                                              | 25 Watts                                             | Ganador   |         |
| 2001 | Premios Cóndor de Plata                                     | Actor revelación                                         | Esperando al Mesías                                  | Nominado  |         |
| 2002 | Festival internacional de cortometrajes de Clermont-Ferrand | Premio a la innovación                                   | Perro perdido                                        | Ganador   | [ 132 ] |
| 2002 | Festival Internacional de Cine de Huesca                    | Mejor director nuevo                                     | Perro perdido                                        | Ganador   | [ 132 ] |
| 2004 | Muestra de Cine Latinoamericano de Cataluña                 | Mejor actor                                              | El fondo del mar                                     | Ganador   |         |
| 2004 | Festival Internacional de Cine de Berlín                    | Oso de Plata a la mejor interpretación masculina         | El abrazo partido                                    | Ganador   |         |
| 2004 | Festival de Cine Latinoamericano de Toulouse                | Homenaje                                                 | Homenaje                                             | Homenaje  | [ 133 ] |
| 2004 | Premios Cóndor de Plata                                     | Mejor actor                                              | El fondo del mar                                     | Nominado  |         |
| 2004 | Premios Clarín                                              | Mejor actor                                              | El abrazo partido                                    | Nominado  |         |
| 2005 | Premios Cóndor de Plata                                     | Mejor actor                                              | El abrazo partido                                    | Nominado  |         |
| 2006 | Premio Sur                                                  | Mejor actor                                              | Derecho de familia                                   | Nominado  | [ 134 ] |
| 2007 | Premios Cóndor de Plata                                     | Mejor actor                                              | Derecho de familia                                   | Nominado  |         |
| 2008 | Festival Internacional de Cine Latinoamericano de Biarritz  | Mejor actor                                              | Los paranoicos                                       | Ganador   |         |
| 2009 | Festival de Lima                                            | Mejor actor                                              | Los paranoicos                                       | Ganador   |         |
| 2009 | Festival Internacional de Cine de San Sebastián             | Premio TVE                                               | Norberto apenas tarde                                | Ganador   | [ 135 ] |
| 2010 | Premios Morosoli                                            | Morosoli de Plata en el rubro «Imagen en movimiento»     | Morosoli de Plata en el rubro «Imagen en movimiento» | Ganador   | [ 136 ] |
| 2010 | Festival Internacional de Cine de Locarno                   | Leopardo de oro cineasta del presente                    | Norberto apenas tarde                                | Nominado  |         |
| 2011 | Festival Internacional de Cine de la Ciudad de México       | Mejor guion                                              | Norberto apenas tarde                                | Ganador   | [ 137 ] |
| 2011 | BAFICI                                                      | Premio SIGNIS                                            | Norberto apenas tarde                                | Ganador   |         |
| 2011 | BAFICI                                                      | Mejor película                                           | Norberto apenas tarde                                | Nominado  |         |
| 2011 | Festival Internacional de Cine de Lume                      | Mejor película                                           | Norberto apenas tarde                                | Nominado  |         |
| 2012 | Premios Tato                                                | Mejor actor de ficción                                   | Graduados                                            | Ganador   |         |
| 2012 | Premios Cóndor de Plata                                     | Mejor película iberoamericana                            | Norberto apenas tarde                                | Nominado  |         |
| 2013 | Premios Martín Fierro                                       | Mejor actor de novela                                    | Graduados                                            | Ganador   |         |
| 2016 | Premios ACCU                                                | Mejor dirección                                          | El candidato                                         | Nominado  |         |
| 2016 | Premios ACCU                                                | Mejor guion                                              | El candidato                                         | Nominado  |         |
| 2016 | Premios ACCU                                                | Premio a la trayectoria                                  | Premio a la trayectoria                              | Ganador   |         |
| 2017 | BAFICI                                                      | Mejor película                                           | El candidato                                         | Nominado  |         |
| 2017 | Festival Internacional de Cine de Miami                     | Mejor director                                           | El candidato                                         | Ganador   | [ 138 ] |
| 2017 | Havana Film Festival New York                               | Mejor guion                                              | El candidato                                         | Ganador   | [ 106 ] |
| 2018 | Premios Cóndor de Plata                                     | Mejor película iberoamericana                            | El candidato                                         | Nominado  | [ 139 ] |